# Сломчин (Пясечинський повіт)
Сломчин (пол. Słomczyn) — село в Польщі, у гміні Констанцин-Єзьорна Пясечинського повіту Мазовецького воєводства.
Населення — 421 особа (2011).
У 1975-1998 роках село належало до Варшавського воєводства.

## Демографія
Демографічна структура станом на 31 березня 2011 року:
|          | Загалом | Допрацездатний вік | Працездатний вік | Постпрацездатний вік |
| -------- | ------- | ------------------ | ---------------- | -------------------- |
| Чоловіки | 214     | 38                 | 146              | 30                   |
| Жінки    | 207     | 30                 | 124              | 53                   |
| Разом    | 421     | 68                 | 270              | 83                   |